# Jacques Solvay
Jonkheer Jacques Ernest Solvay (Brussel, 4 december 1920 - Terhulpen, 29 april 2010) was een Belgisch industrieel die gedurende meer dan twintig jaar aan het roer stond van chemiebedrijf Solvay. Hij was een achterkleinzoon van een van de twee stichters van deze multinational, Ernest Solvay.

## Biografie
Na zijn studies burgerlijk ingenieur aan de Université libre de Bruxelles ging Solvay in 1950 aan de slag bij het toen nog familiaal geleid chemiebedrijf Solvay. Van 1971 tot 1986 was hij er voorzitter van het uitvoerend comité en van 1971 tot 1991 voorzitter van de raad van bestuur. Onder zijn leiding werd er gediversifieerd in activiteiten die minder gevoelig waren voor de economische cycli, wat onder meer leidde tot de uitbouw van een farmaceutische afdeling. Deze legde zich vooral toe op de ontwikkeling van geneesmiddelen voor mensen alsook voor dieren. Het was ook Solvay die in 1967 naar de beurs trok en op die manier het bedrijf Solvay openstelde voor vreemd kapitaal en niet-familieleden binnen de directie.
Daniel Janssen volgde hem in 1986 op als gedelegeerd bestuurder en Yves Boël in 1991 als voorzitter van de raad van bestuur.
Hij was ook bestuurder van de Stichting Bernheim.